# Miguel Sayago Martí
Miguel Sayago Martí, meglio noto come Miguelín (Palma di Maiorca, 9 maggio 1985), è un ex giocatore di calcio a 5 spagnolo, campione europeo con la Nazionale spagnola nel 2012 e nel 2016.

## Carriera
Nel campionato europeo 2014 viene inserito nella formazione ideale del torneo stilata dal Gruppo Tecnico della UEFA. Il 5 novembre 2020, in occasione di un'amichevole contro il Brasile, Miguelín disputa la sua centesima partita con la selezione spagnola, venendo premiato da Luis Rubiales, presidente della RFEF, con una maglia celebrativa.

## Palmarès
- Supercoppa di Spagna: 3
ElPozo Murcia: 2012, 2014, 2016
- Coppa del Re: 2
ElPozo Murcia: 2015-16, 2016-17